# 宗稷辰
宗稷辰（1792年—1862年），原名續辰，又名龍辰，字滌甫，一作迪甫，號越峴山民，浙江會稽人。清代政治人物和文學家。

## 生平
道光元年（1821年）舉人，後連年未能考取進士，於是先後於群玉、濂溪、虎溪等書院講學，道光十九年，補官考取軍機章京，又任起居注主事、戶部山東司員外郎等。咸豐元年（1851年），歷任山東道監察御史、山西道監察御史、山東雲河道等職。同治六年生病歸鄉，主持蕺山書院，同年去世。
他自年輕時即學桐城派古文，師事李宗傳，被認為文章「潔肅堅核，獨抒己見，主立意不重修詞，故含蓄多而奔放」。（劉聲木《桐城文學淵源考》中語）。
著有《躬恥齋文鈔》二十卷、《躬恥齋文鈔後編》五卷、《躬恥齋詩集》二八卷、《四書體味錄》二〇卷》。
為趙之謙的老師，趙之謙稱其看過紅樓夢曹雪芹原著八十回後真故事。

## 延伸阅读
[在维基数据编辑]
 《清史稿·卷423》，出自趙爾巽《清史稿》